# 向哲濬
向哲濬（1892年—1987年），别号明思，曾用名向哲文，男，湖南省宁乡县双江口人，中华民国及中华人民共和国法学家。

## 生平
向哲濬1911年考入清华学校，1917年毕业并被选送赴美国留学，先后入耶鲁大学文学院、耶鲁大学法学院、乔治·华盛顿大学法学院学习，获得文学士及法学士学位。1925年归国后，同时在北京大学、北京交通大学、河北大学任教，后来参加“调查法权筹备委员会”，并担任王宠惠的文牍秘书，随王宠惠出席国际会议。
1928年，向哲濬随王宠惠到南京，任国民政府司法行政部秘书。1932年，向哲濬任吴县地方法院院长。1933年，任江苏上海第一特区地方法院首席检察官。1941年太平洋战争爆发后，日军占领上海公共租界。1941年底，向哲濬与法院同事倪征𣋉逃离日本占领区，辗转到达重庆，向哲濬出任国防最高委员会秘书。1943年，向哲濬出任高等法院湘粤分庭检察处检察长。1945年日本投降后，向哲濬出任上海高等法院检察处首席检察官，不久即奉命组团参加远东国际军事法庭对日本甲级战犯的审判，向哲濬任中国检察官，并推荐梅汝璈为中国法官。 

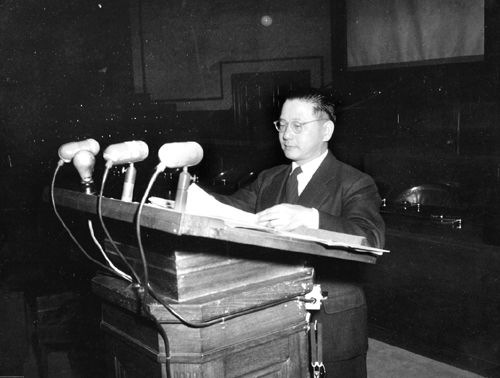
向哲濬在东京审判的法庭上陈词

1946年1月28日，远东国际军事法庭成立，中国政府任命梅汝璈为中国法官，向哲濬为中国检察官（当时向哲濬正在担任上海高等法院首席检察官）。同年2月7日，向哲濬向国际检察局递交了中国认定的11位日本侵华战犯名单。因日本投降后，有计划地销毁大批侵略证据，故向哲濬起初除了战犯名单外，没有更多证据。为此，向哲濬率工作人员前往中国国内原日本占领区寻找人证及物证，又赴被查封的日本陆军省档案库查找证据。
1946年春，国际检察局着手起草起诉书。经向哲濬力争，最终将1928年即张作霖遭日军炸死的“皇姑屯事件”发生日确定为中国对日本战犯起诉的起始日。
1946年12月29日，在审理“南京大屠杀”案时，被告松井石根在辩护中不承认任何罪责。向哲濬当庭展示一叠资料，包括当时《曼彻斯特卫报》驻华记者伯烈的报道，南京外国侨民在日记中对日军暴行的记载，以及现场拍摄的罪证。被告的律师提出：“把被告松井石根指控为最高直接责任者的证据仍然不足。”向哲濬取出1937年12月10日有松井石根亲笔签字的进攻南京的命令，命令中称“占领南京必须作周详的研究，以便发扬日本的威武，而使中国畏服。”向哲濬提请被告“特别注意畏服的含意”。最后，远东国际军事法庭宣告松井石根率日军在南京犯下大屠杀罪行。
在审判土肥原贤二、板垣征四郎时，向哲濬向美国籍检察长季南提出：“土肥原和板垣在中国犯罪最多，应由中国检察官负责对此二人的控诉。”向哲濬还从南京请来刚考察欧美回国的法学博士倪征𣋉出任其首席顾问。1947年10 月9日，板垣征四郎提交48页的书面证词，以证明“满洲国”乃根据“民意”成立。向哲濬则出示了日本御前会议文件及日本内阁会议文件、密电、动员令等证据进行反驳。
1948年11月12日，板垣征四郎、土肥原贤二、松井石根等7名被告被判处绞刑，另外16人被判处无期徒刑。1948年12月23日，执行绞刑，向哲濬和中国军事代表团团长商震应邀参加见证。
东京审判结束后，向哲濬回国，曾先后被任命为中华民国最高法院检察署检察长、司法院大法官，但向哲濬皆未接受。1949年2月，留在上海的向哲濬接受了大夏大学及东吴大学聘请，讲授《国际公法》、《国际私法》、《国际审判》等课程。中华人民共和国成立后，向哲濬经历了思想改造运动及院系调整，转至复旦大学法律系任教，后来调到社会科学院及上海财经学院（今上海财经大学）任职，长年担任上海财经学院基础部外语教研组主任，直到1965年退休。
1956年，向哲濬加入民革，曾任民革中央第五、六届团结委员。
文化大革命结束后，向哲濬多次接待司法界及新闻界人士，解答国际法相关问题。1980年代初，日本军国主义抬头，向哲濬在不同场合多次发表谈话，痛斥日本右翼复活军国主义的企图，并配合侵华日军南京大屠杀遇难同胞纪念馆的筹建工作，介绍了东京审判的诸多情况，其影像资料后来成为该纪念馆向观众放映的纪录片的一部分。
1987年，向哲濬在上海病逝，享年96岁。